# 42 التنين b
42 التنين b يسمى رسميا أوربيتار (بالإنجليزية: Orbitar)‏ هو كوكب خارج المجموعة الشمسية في كوكبة التنين. يقع أوربيتار على بعد يقدر بحوالي 315 سنة ضوئية من الأرض حول النجم العملاق 42 التنين. يكمل الكوكب مدارة خلال 479 يوم في مدار ينحرف نحو 38 درجة. تم اكتشاف هذا الكوكب باستخدام طريقة قياس السرعة شعاعية في 20 مارس 2009.
بعد اكتشافة منح الكوكب التعيين 42 Draconis b. وفي يوليو 2014 أطلق الاتحاد الفلكي الدولي عملية لإعطاء أسماء الأعلام لبعض الكواكب الخارجية والنجوم التي تستضيفهم. وشملت العملية ترشيح الجمهور والتصويت على الأسماء الجديدة. في ديسمبر 2015، أعلن الاتحاد الفلكي الدولي أن الاسم الفائز لهذا الكوكب كان أوربيتار (Orbitar). قدم الاسم الفائز من قبل جمعية بريفارد الفلكية من مقاطعة بريفارد، فلوريدا، الولايات المتحدة الأمريكية. أختيرت كلمة أوربيتار والتي تعني (مداري) تكريماً للإطلاق الفضائي والعمليات المدارية لوكالة ناسا.